# جان الرابع، كونت أرمانياك
جان الرابع (بالفرنسية: Jean IV d'Armagnac)‏ (15 أكتوبر 1395 - 5 نوفمبر 1450)؛ كان كونت أرمانياك وفيزينساك وروديز منذ 1418 حتى 1450، هو الابن البكر لـ برنارد السابع، كونت أرمانياك وبون من بيري حفيدة جان الثاني ملك فرنسا، تورط جان الرابع في مؤامرات متعلقة بحرب المائة عام وفي صراعات ضد الملك شارل السابع من فرنسا.
استطاع والده أخذ كونتية كومنجا بالقوة، إلا أن برنارد لم يتمكن من منع زواج الوريثة مارغوريت من ماثيو دي فوا في 1419 بذلك فقد كومنجاً لأبد، وأيضا في 1425 طلب بالتدخل ملك قشتالة في قتال الإنجليز في الأراضي الفرنسي، بحيث أن ملك فرنسا لا يستطيع فعل ذلك، وأيضا تفاوض على زواج ابنته إيزابيل من هنري السادس ملك إنجلترا ولكنه تراجع عن الخطة بعد تلقيه تهديدات من ملك فرنسا، وفي 1440 شارك جان في ثورة البارونات والدوفين ومع ذلك تم اخماد هذه الثورة من قبل شارل السابع الذي عفا عن المتمردين، وأيضا أراد من جان تخلي عن وظائفه الملكية؛ ولكن الأخير رفض.
بذلك طلب شارل السابع من الدوفين معاقبة جان الرابع؛ بحيث تم سجنه في جزيرة جوردن ثم في قرقشونة في 1443 تم العفو عنه بعد ثلاثة سنوات، وتوفي بعده ذلك بوقت قصير.

## الذرية
تزوج جان الرابع من بلانش من بريتاني ابنة جان الرابع دوق بريتاني وجوانا دي إفرو، في 16 يونيو 1407؛ وكانت لديهم ابنة واحدة:-
- بون (بعد.1416 - قبل.1448).

ثم تزوج في 10 مايو 1419 بعد قصير من وفاة زوجته الأولى من إيزابيلا من نافارا ابنة كارلوس الثالث ملك نافارا وإليانور من قشتالة؛ وانجبت له خمسة أبناء:-
- ماري (بعد.1420 - 1473)؛ تزوجت من جان الثاني من ألونسون، وهما سلف هنري الرابع ملك فرنسا.
- جان الخامس كونت أرمانياك (بعد.1420 - 1473)؛ خلف والده.
- إليانور (بعد.1423 - 1456)؛ تزوجت من لويس الثاني دي شالون-أرلي.
- شارل الأول كونت أرمانياك (بعد.1425 - 1497)؛ خلفه شقيقه.
- إيزابيل (حوالي.1430[4] - 1476)؛[5] ليدى فور-فاليز.